# Rifugio Grand Tournalin
Das Rifugio Grand Tournalin ist eine Schutzhütte im Aostatal in den Walliser Alpen. Sie liegt in einer Höhe von 2535 m s.l.m. im Seitental Val d’Ayas in der Gemarkung Tournalin dessus (im lokalen Dialekt auch Tournalèn damon genannt) innerhalb der Gemeinde Ayas. Die Hütte wird von Mitte Juni bis Mitte September bewirtschaftet und bietet in dieser Zeit 37 Bergsteigern Schlafplätze.
Die Hütte liegt im Hochtal Vallone di Nana in der Nähe des namensgebenden Berges Grand Tournalin und wird im Rahmen des Höhenwanderwegs Alta via della Val d’Aosta n.1 begangen.

## Aufstieg
Der Aufstieg zur Hütte beginnt im Ortsteil Saint-Jacques (1689 m).
Für den gesamten, keinerlei Schwierigkeiten aufweisenden Weg vom Parkplatz bei Saint-Jacques bis zum Rifugio Grand Tournalin sind ungefähr 2½ Stunden zu veranschlagen.

## Geschichte
Die Schutzhütte wurde erstmals im Jahr 1994 eingeweiht.

## Tourenmöglichkeiten

### Übergänge
- Übergang zum Tal Valtournenche über den Col di Nana (2775 m)
- Übergang zum Tal Valtournenche über den Monte Roisetta (3334 m)
- Übergang zum Tal Valtournenche über den Petit Tournalin (3207 m) und Colle del Tournalin (3145 m)

### Gipfeltouren
Folgende Gipfel können von der Hütte erreicht werden:
- Monte Roisetta (3334 m)
- Becca Trecaré (3031 m)
- Bec de Nana (3011 m)
- Petit Tournalin (3207 m)
- Grand Tournalin (3379 m)

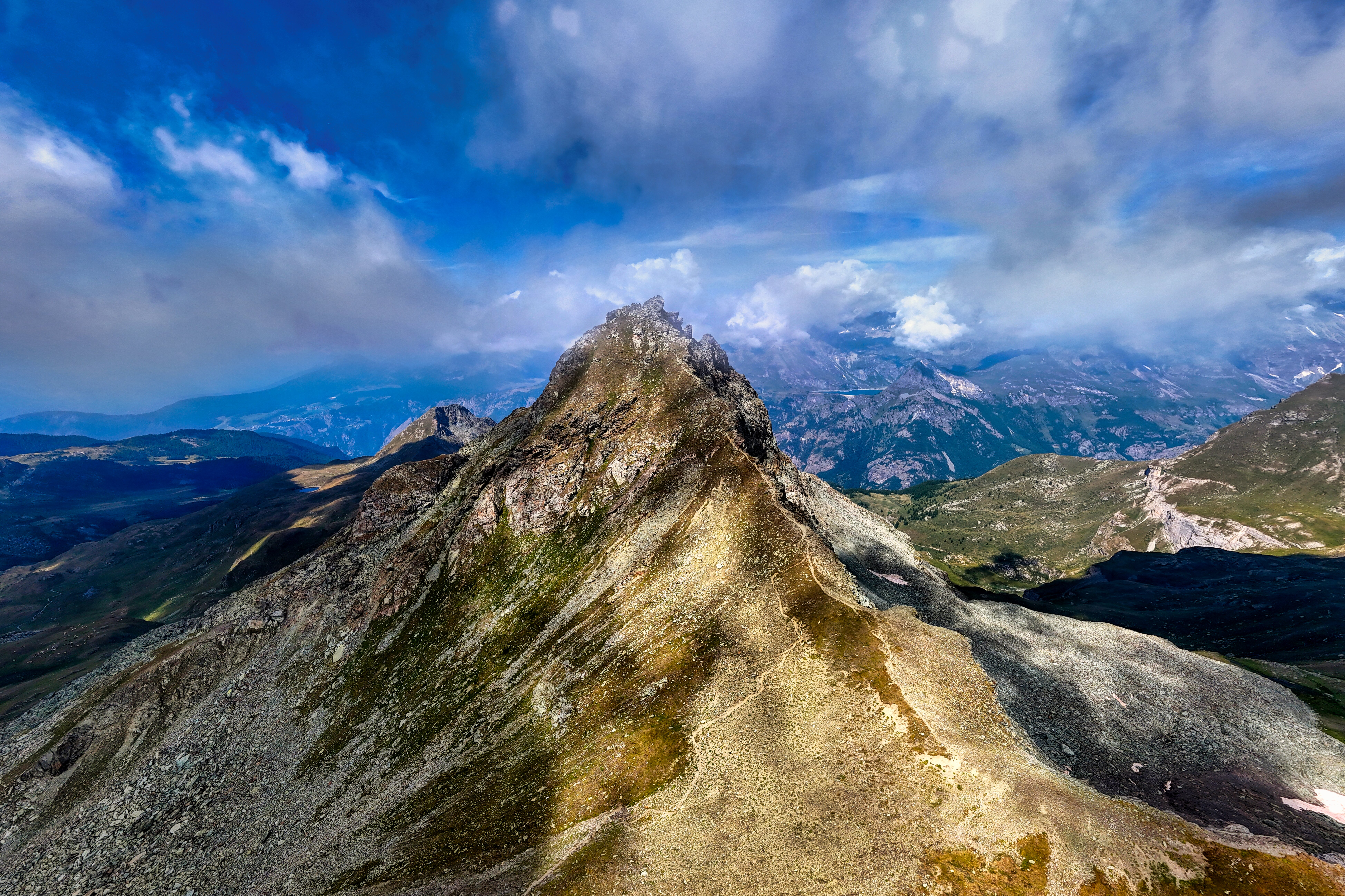
Becca Trecare
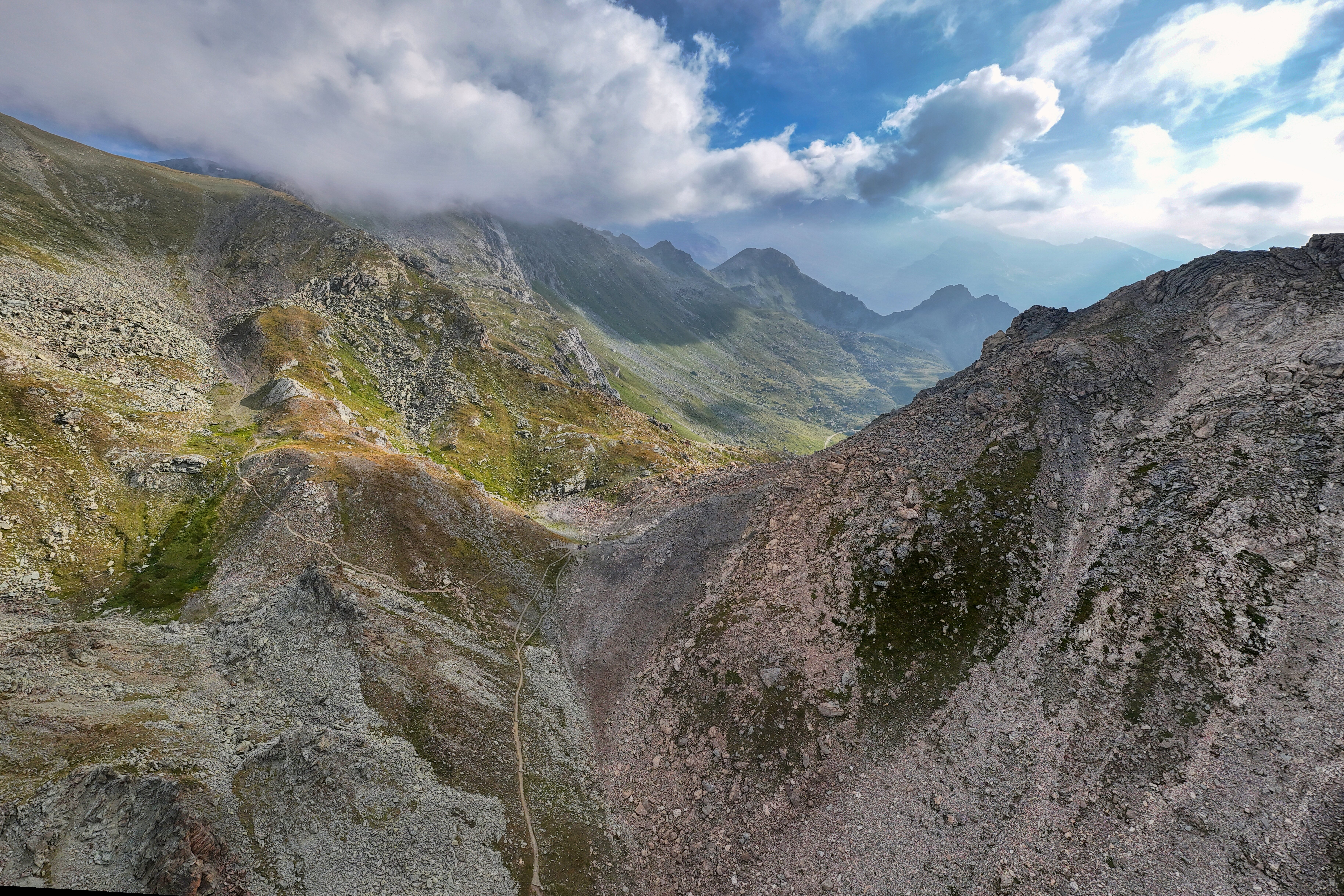
Col de Nannaz
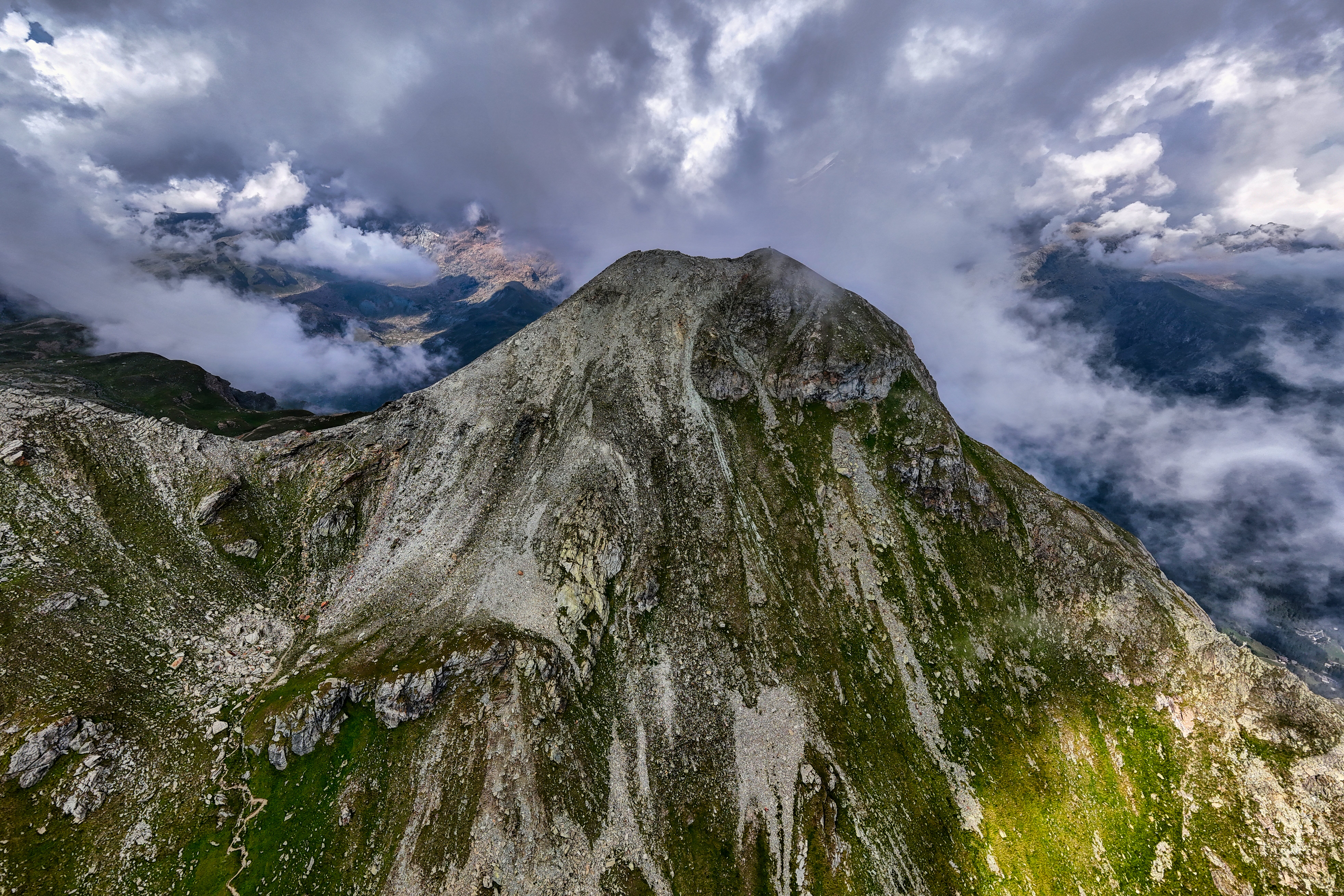
Monte Croce
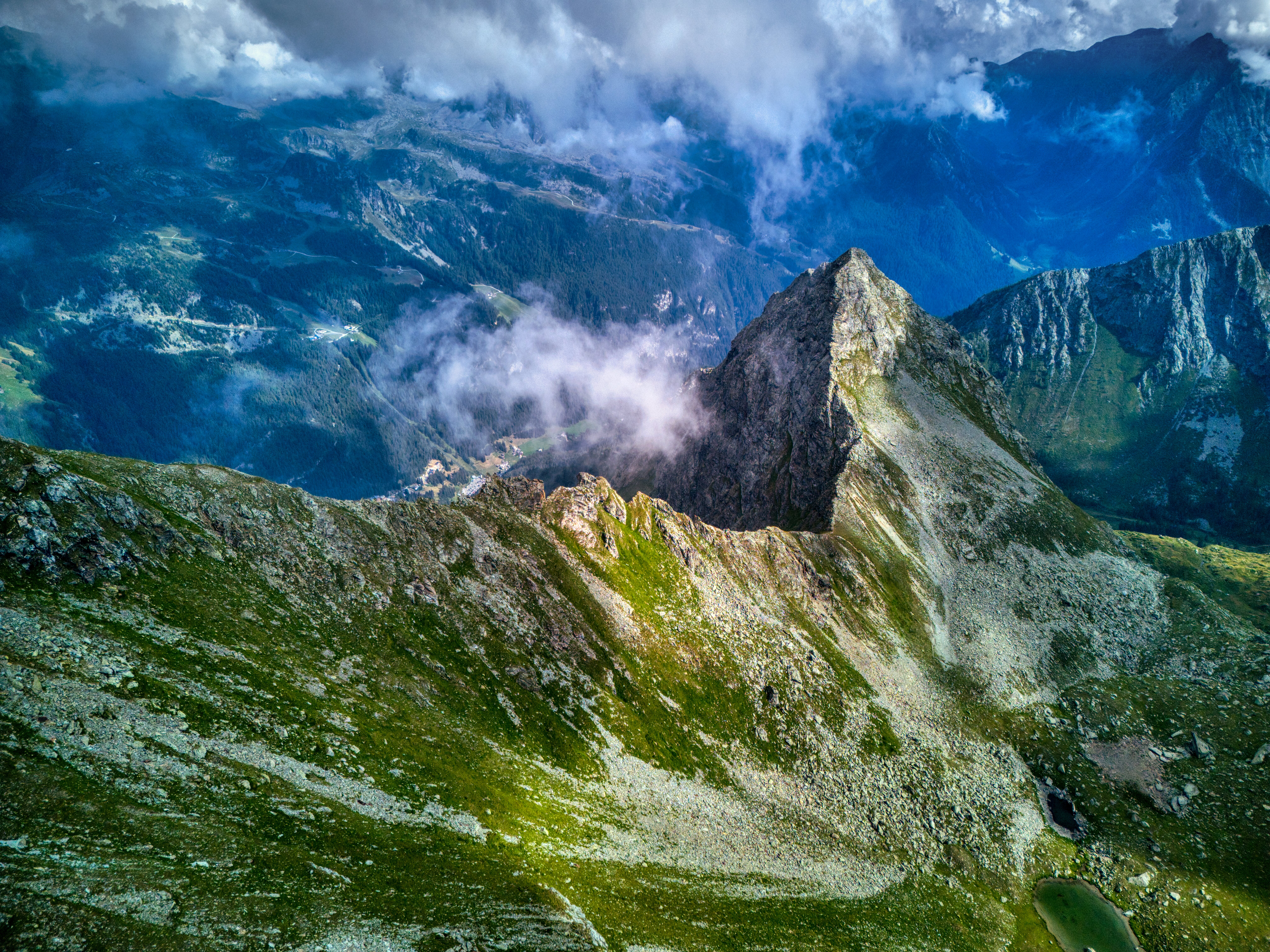
Palon di Nana
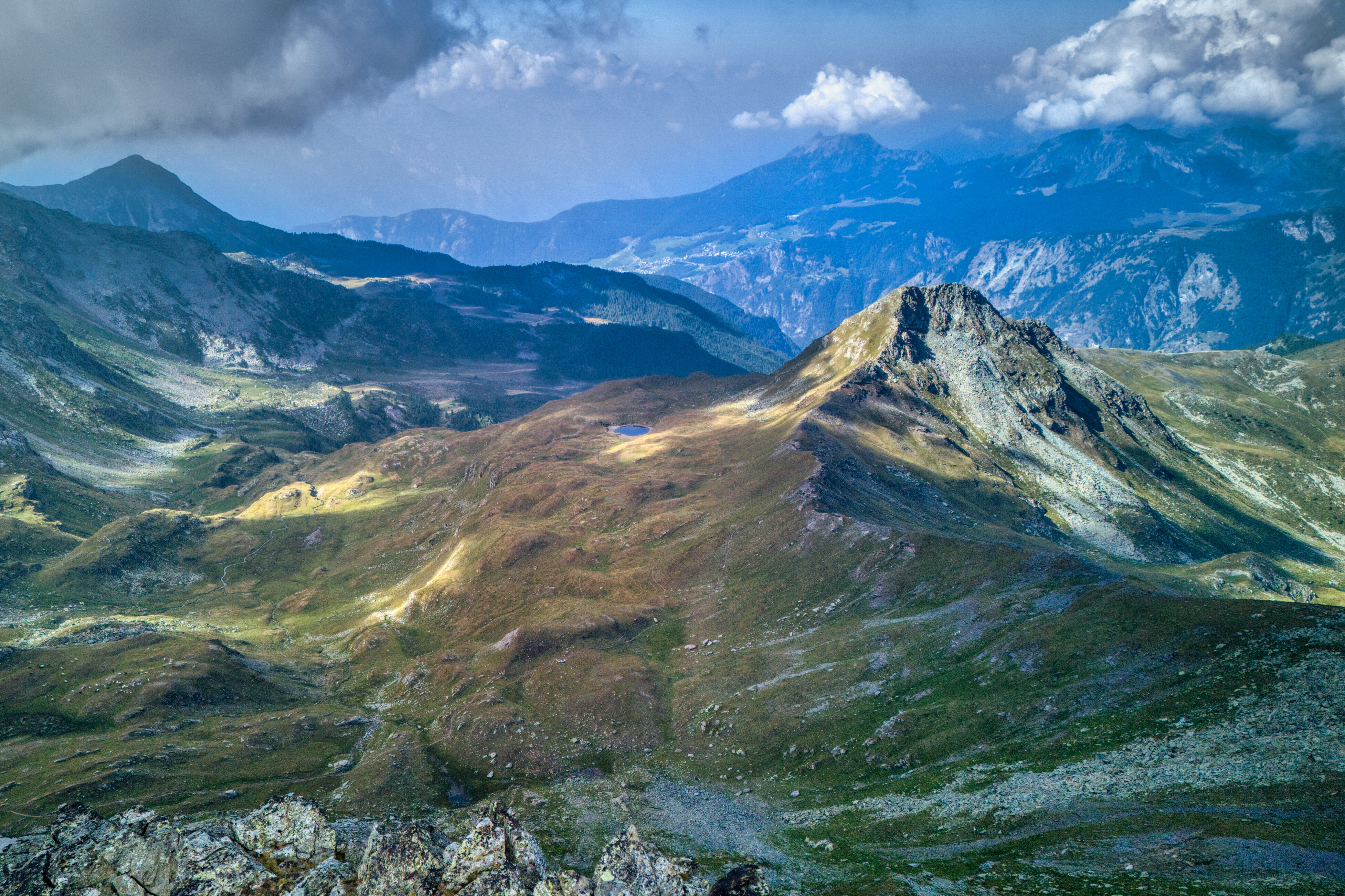
Punta Falinère